# Братчиков, Юрий Васильевич
Юрий Васильевич Братчиков — советский хозяйственный, государственный и политический деятель, Герой Социалистического Труда.

## Биография
Родился в 1937 году в Харькове. Член КПСС с года.
С 1953 года — на хозяйственной, общественной и политической работе. В 1953—1997 гг. — слесарь 5-го разряда, матрос, старший матрос, главный старшина дальномерщиков-визирщиков эсминца «Блестящий» Черноморского флота, фрезеровщик Харьковского авиационного завода Министерства авиационной промышленности СССР.
Указом Президиума Верховного Совета СССР («закрытым») от 6 мая 1983 года присвоено звание Героя Социалистического Труда с вручением ордена Ленина и золотой медали «Серп и Молот».
Делегат XXVII съезда КПСС.
Умер в Харькове в 2019 году.